# Staurakios (logoteta)
Staurakios (lub Stauracius; gr. Σταυράκιος; zm. 3 czerwca 800 r.) – bizantyński eunuch, patrycjusz i urzędnik, który wyrósł na jednego z najważniejszych i najbardziej wpływowych współpracowników bizantyńskiej cesarzowej Ireny. Skutecznie działał jako logoteta (logothetēs tou dromou) podczas sprawowania przez nią regencji w imieniu syna, Konstantyna VI (780-790), aż został obalony i wygnany w wyniku wojskowego buntu Michała Lachanodrakona na rzecz młodego cesarza. Powrócił do władzy wraz z Ireną w 792 i wspomagał ją przy usunięciu, oślepieniu i być może uśmierceniu Konstantyna VI w 797. Jego pozycja została w późniejszym czasie zagrożona przez wpływy innego potężnego eunucha Aetiosa.

## Literatura
- Lynda Garland: Byzantine Empresses: Women and Power in Byzantium, AD 527–1204. New York, New York and London, United Kingdom: Routledge, 1999. ISBN 978-0-41-514688-3. [dostęp 2012-07-02]. Brak numerów stron w książce
- Walter Emil Kaegi: Byzantine Military Unrest, 471–843: An Interpretation. Amsterdam: Adolf M. Hakkert, 1981. ISBN 90-256-0902-3. [dostęp 2012-07-02]. Brak numerów stron w książce
- Oxford Dictionary of Byzantium. Alexander Kazhdan (red.). New York, New York and Oxford, United Kingdom: Oxford University Press, 1991. ISBN 978-0-19-504652-6. Brak numerów stron w książce
- Warren Treadgold: A History of the Byzantine State and Society. Stanford, California: Stanford University Press, 1997. ISBN 0-8047-2630-2. [dostęp 2012-07-02]. Brak numerów stron w książce